# Тича (село)
Вижте пояснителната страница за други значения на Тича.
Тѝча е село в Югоизточна България, община Котел, област Сливен.

## География
Село Тича се намира на около 34 km север-североизточно от областния център Сливен, около 9 km северно от общинския център Котел и около 16 km южно от град Омуртаг. Разположено е в западната част на историко-географската област Герлово, между Лиса планина от север и Котленска планина от юг, край двата бряга на течащата през селото река Голяма Камчия при вливането в нея от север на левия ѝ приток Черна река. Климатът е умереноконтинентален; в землището преобладават лесивирани почви. Зимата не е продължителна, а лятото е прохладно.
Надморската височина в центъра на селото при сградата на кметството е около 330 m.
През Тича минава второкласният републикански път II-48, който на юг води към Котел, а на север – към Омуртаг.
Землището на село Тича граничи със землищата на: село Пъдарино на север; село Орлово на североизток; село Филаретово на изток; град Котел на юг; село Братан на запад; село Остра могила на северозапад.
Населението на село Тича, наброявало 1275 души при преброяването към 1934 г. и 1560 към 1975 г., намалява до 1264 към 1992 г. и 837 (по текущата демографска статистика за населението) към 2021 г.
При преброяването на населението към 1 февруари 2011 г., от обща численост 982 лица, за 248 лица е посочена принадлежност към „българска“ етническа група, за 455 – към „турска“, за 124 – към „ромска“, за 6 – „не се самоопределят“ и за 149 – „не отговорили“.

## История
Селото е споменато в османотурски регистри от 1573, 1620, 1648, 1676 г. под имената Чатак-и кюберан, Чатак дербент, Чатак дербенди (до 1878 е с двойно име – Тича и Читак). По Берлинския договор 1878 г. остава в Източна Румелия, присъединено е към България след Съединението 1885 г.

### Църква
Запазена е църквата „Свети Илия" (построена през 1767 г. на мястото на по-стара църква, с ценни икони, които се съхраняват в Сливен и в Националната художествена галерия); паметник на културата.
Старата, вкопана в земята църква е изгорена заедно с ценни книги от гръцкото духовенство; на нейно място е построена временно дървена църква, през 1767 – църквата „Св. Илия". Георги Раковски съобщава, че е видял в Тича евангелия (две от тях написани на пергамент; на едното са отбелязани старобългарски названия на 12-те месеца) и една граматика.
Църквата е възстановена с европейско финансиране по програмата за развитие на селските райони 2014 – 2020 г. „Европа инвестира в селските райони“ на Европейски земеделски фонд за развитие на селските райони. Изпълнител на проекта „Основен ремонт, реставрация и вертикална планировка на православен храм „Св. Пророк Илия“ е ЕТ „ТУРХИ-Турхут Исмаил“.

### Училище
- Около 1840 г. – начало на килийно училище. Тогава за нуждите на мъжкото население е построена двуетажна училищна сграда в близост с църквата „Свети Пророк Илия“. В нея са учили до Освобождението ежегодно 30 – 40 деца. С построяването на училището, първоначалното обучение на децата е ставало в селото, а класното се е извършвало в Котел или Осман пазар / Омуртаг/[7]
- 50-те години на 19 век – прераства във взаимно светско начално училище
- 1874 г. – задължителен четиригодишен курс на обучение за всички деца в училището
- 1891 г. – училището е основно, в което времето на обучение трае 6 години и се разделя на три курса: първи, среден и горен, всеки от които трае по две години и се подразделя на две отделения. Съществува отделно и турско училище
- От учебната 1897/1898 г. – основно училище с два курса – долен и горен: долният курс е задължителен и трае четири години, а горният е тригодишен и е незадължителен. От тогава училището има печат и летописна книга.
- 1900 – 1926 г. – „ерата“ на родения в Осман пазар/Омуртаг/ даскал Байко Димитров. По негова инициатива през пролетта на 1901 г. към училището се създава овощна разсадна градина на площ 5,3 дка. В нейното изграждане и устройване вземат участие повече от 50 души изтъкнати представители на тичанската общественост. Училищният фонд по това време е бил от недвижими имоти – училищна градина, ниви и гори, фурна и кафене, които са се отдавали под наем. Няколко месеца преди смъртта си написва и кратка история на с. Тича. В знак на признателност днес училищното настоятелство носи неговото име.
- 20 09.1937 г. – извършено освещаване на част от новата училищна сграда/ първото крило, успоредно на пътя/, в която се обучават децата от отделенията, а останалите се обучават в старото училище
- От учебната 1947/ 1948 г. всички ученици, разпределени по отделения и класове се помещават в настоящата сграда а училището.
- През учебната 1957/ 58 година е създаден образцов кабинет по физика, жив кът и географска площадка.
- 1960 – 1961 учебна година – сливане на двете училища: българското и турското. Открива се 8 клас и общежитие за учениците от околните села, учащи се в 8 клас. Създадени са нови кабинети по химия, биология и селско стопанство. Обособени са и две работилници по дървообработване и металообработване. До 1964 г. са построени: баскетболно игрище, писта за 60 м гладко бягане; волейболно игрище; трап за скачане. Създадена е нова овощна градина с 45 дръвчета в училищния двор. В началото на 70-те години в училищния двор е построена и сградата на детската градина.
- През учебната 1962/1963 г. се обучават общо 299 ученици, от които 187 в началния курс и 112 в средния курс.
- След 1990 г. вследствие на миграцията и ниската раждаемост броят на учениците прогресивно намалява. През учебната 2016/2017 година в училището се обучават 55 ученици от 1 до 8 клас в слети паралелки и 15 деца на 5 и 6-годишна възраст в подготвителна група.

### Читалище
Читалище „Просвета" е основано през 1870 г. под името „Съгласие".

## Религии
В село Тича се изповядват православно християнство и ислям.

## Обществени институции
Село Тича към 2023 г. е център на кметство Тича.
В село Тича към 2023 г. има:
- действащо читалище „Просвета – 1870“;[10][11]
- действащо общинско основно училище „Христо Ботев“;[12]
- филиал на детската градина „Радост“ – село Филаретово, в сградата на училището;[13]
- православна църква „Свети Илия“;[14]
- джамия;[15]
- пощенска станция.[16]

## Културни и природни забележителности
- Река Камчия.
- Природна забележителност „Урушки скали“ – на около 5 km южно от село Тича, в землището на град Котел.[17]
- Църква „Свети Пророк Илия“ – построена около 1755 – 1769 г. в центъра на старата част на селото. Смята се, че на същото място е съществувал средновековен параклис „Света Петка“ и църквата е построена върху старите основи. Църквата, чиято 200-годишнина е празнувана през 1969 г., е претърпяла редица преустройства, като последното от тях – дървената камбанария, датира от 1884 г., когато е окачена и камбаната. В двора има и малко старо гробище с три запазени каменни кръста от началото на 19 век.
- Джамия – постройката е в малък двор и почти излиза на линията на шосето. Намира се в южния край на селото, където е била старата турска махала. Според запазени от ходжите данни, първоначалната сграда е построена през 1800 г., а сегашната е по-късна, строена от габровски майстори вероятно около 1870 г. Минарето е изградено допълнително през 1874 г.
- Крепост Тича – късноантична и средновековна крепост.[18]

В селото са запазени над 10 стари къщи с типичната архитектура за района на Котел и Елена.

## Кухня
Характерен за тази област е тичанският боб.

## Личности
Родени
- Иван Аврамов, македоно-одрински опълченец, гостилничар, IV отделение, 2 рота на 9 велешка дружина[19]
- Димитър Тишин (1913 – 1992), български писател
- Рашо Рашев (1943 – 2008), български археолог
- Ана Величкова (р. 1940) – поет, писател фантаст, автор на 22 книги с поезия, проза, фантастика, публицистика. Преводи на руски, полски, италиански.